# Cricetus barrieri
Espèce
Cricetus barrieri est une espèce fossile de rongeurs de la famille des Cricetidae.

## Distribution et époque
Ce hamster a été découvert à Huéscar, dans la province de Grenade, en Espagne. Il vivait à l'époque du Pliocène.

## Taxinomie
Cette espèce a été décrite pour la première fois en 1970 par les naturalistes Pierre Mein et Jacques Michaux.

## Publication originale
Mein et Michaux, 1970 : « Un nouveau stade dans l’évolution des rongeurs pliocènes de l’Europe sud-occidentale ». Comptes Rendus des Séances de l’Académie des Sciences de Paris, vol. D270, p. 2780-2783 (consulté le 22 octobre 2013).